# Rho d'Hèrcules
Rho d'Hèrcules (ρ Herculis) és un estel doble a la constel·lació d'Hèrcules. Els dos estels, separats visualment 4 segons d'arc, llueixen amb magnitud aparent +4,56 i +5,42. S'hi troben a 402 anys llum de distància del sistema solar.
La més lluent del parell, Rho d'Hèrcules A (HD 157779 / HR 6485), és una gegant blanc-blavosa de tipus espectral B9.5III. Amb una lluminositat 251 vegades major que la del Sol, un diàmetre 4,8 vegades més gran que el del nostre estel i una massa de 3,2 masses solars, sembla més una subgegant que una veritable gegant. La seva companya, Rho d'Hèrcules B (HD 157778 / HR 6484), és una estrella blanca de la seqüència principal de tipus A0V, 103 vegades més lluminosa que el Sol, amb un radi de 3,4 radis solars i una massa de 2,9 masses solars. Encara que ambdues roten ràpidament, la velocitat de rotació de Rho Herculis B —291 km/s— és clarament superior a la de la seva companya —73 km/s. La rotació més lenta d'aquesta última ha permès la difusió d'alguns elements, sent considerat un estel de silici. La separació real entre Rho Herculis A i Rho Herculis B és d'almenys 500 ua.
Hom pensa que Rho Herculis A pot tenir una companya propera, denominada Rho d'Hèrcules Aa, de la qual res es coneix. Així mateix, a gairebé 2 minuts d'arc, s'hi pot observar un tènue estel de magnitud 13, anomenat Rho d'Hèrcules C; el seu moviment suggereix que existeix una relació física amb el brillant estel doble. Si això és així, Rho Herculis C és una nana taronja amb una massa aproximada de 0,6 masses solars. El sistema té una edat aproximada de 300 milions d'anys.